# Sandersville (Georgia)
Sandersville település az Amerikai Egyesült Államok Georgia államában, Washington megyében, melynek megyeszékhelye is. Lakosainak száma 5813 fő (2020. április 1.).

## Népesség
A település népességének változása:

| 2010 | 5 912 |
| 2020 | 5 813 |